# KTV 대한뉴스
KTV 대한뉴스는 평일 저녁 7시에 방송하는 KTV 국민방송의 보도 프로그램이다.

## 진행
- 김용민
- 윤세라